# Linnaluoto (ö i Satakunta)
Linnaluoto är en ö i Finland. Den ligger i Kumo älv och i kommunen Kumo i den ekonomiska regionen  Björneborgs ekonomiska region  och landskapet Satakunta, i den sydvästra delen av landet, 190 km nordväst om huvudstaden Helsingfors. Öns area är 0,9 hektar och dess största längd är 150 meter i sydöst-nordvästlig riktning.